# Kabinet-Amir Sjarifoeddin II
Het kabinet-Amir Sjarifoeddin II was een Indonesisch kabinet tijdens de Indonesische Onafhankelijkheidsoorlog. Het was het tweede en laatste kabinet van premier Amir Sjarifoeddin. Het kabinet was grotendeels een voortzetting van het kabinet-Amir Sjarifoeddin I, met als belangrijkste verschil dat de Masjoemi-partij onderdeel werd van de coalitie en vier ministersposten kreeg.
Het tweede kabinet van Amir Sjarifoeddin heeft maar 2½ maand gezeten. De regeringsperiode stond vooral in het teken van de onderhandelingen voor de Renville-overeenkomst, die begonnen op 8 december 1947. Van Indonesische kant werden de onderhandelingen gevoerd door premier Amir Sjarifoeddin en minister van gezondheid Johannes Leimena. Toen er in januari 1948 overeenkomst leek te komen over een wapenstilstandslijn (de Van Mook-lijn) leidde dat tot breuken in het kabinet. De ministers van Masjoemi trokken zich terug, en na ondertekening van de Renville-overeenkomst op 17 januari trok ook de PNI zijn steun voor het kabinet in. Minister-president Amir Sjarifoeddin diende daarop zijn ontslag in op 23 januari 1948. Enkele dagen later werd het kabinet-Hatta I geïnstalleerd.

## Samenstelling
| Nr. | Ministerspost                 | Minister                          | Minister                          | Partij    |
| --- | ----------------------------- | --------------------------------- | --------------------------------- | --------- |
| 1   | Minister-President            |                                   | Amir Sjarifoeddin                 | PS en PKI |
| 1   | Vicepremiers                  |                                   | Sjamsoeddin                       | Masjoemi  |
| 1   | Vicepremiers                  |                                   | Wondoamiseno                      | PSII      |
| 1   | Vicepremiers                  |                                   | Setyadjit Soegondo                | PBI       |
| 1   | Vicepremiers                  |                                   | Adnan Kapau Gani                  | PNI       |
| 2   | Buitenlandse Zaken            |                                   | Agus Salim                        |           |
| 3   | Binnenlandse Zaken            |                                   | Mohamad Roem                      | Masjoemi  |
| 4   | Defensie                      |                                   | Amir Sjarifoeddin                 | PS en PKI |
| 5   | Justitie (rechterlijke macht) |                                   | Soesanto Tirtoprodjo              | PNI       |
| 6   | Informatie                    |                                   | Sjahboedin Latif                  | PSII      |
| 7   | Financiën                     |                                   | Alexander Andries Maramis         | PNI       |
| 8   | Welvaart                      |                                   | Adnan Kapau Gani                  | PNI       |
| 9   | Transport                     |                                   | Djoeanda Kartawidjaja             |           |
| 10  | Openbare Werken               |                                   | Herling Laoh                      | PNI       |
| 11  | Arbeid                        |                                   | Soerastri Karma Trimurti          | PBI       |
| 12  | Sociale Zaken                 |                                   | Soeprodjo                         | PBI       |
| 13  | Onderwijs                     |                                   | Ali Sastroamidjojo                | PNI       |
| 14  | Godsdienst                    |                                   | Masjkur                           | Masjoemi  |
| 15  | Gezondheid                    |                                   | Johannes Leimena                  | Parkindo  |
| 16  | Ministers van Staat           |                                   | Hamengkoeboewono IX               |           |
| 16  | Ministers van Staat           | Suja'as (voor voedselzaken)       |                                   |           |
| 16  | Ministers van Staat           |                                   | Wikana (voor jongerenzaken)       | PKI       |
| 16  | Ministers van Staat           | Siauw Giok Tjhan (voor Peranakan) |                                   |           |
| 16  | Ministers van Staat           |                                   | Hindromartono (voor politiezaken) | PS        |
| 16  | Ministers van Staat           |                                   | Maroeto Darusman                  | PKI       |
| 16  | Ministers van Staat           |                                   | Anwar Tjokroaminoto               | Masjoemi  |